# Idiomas de Ghana

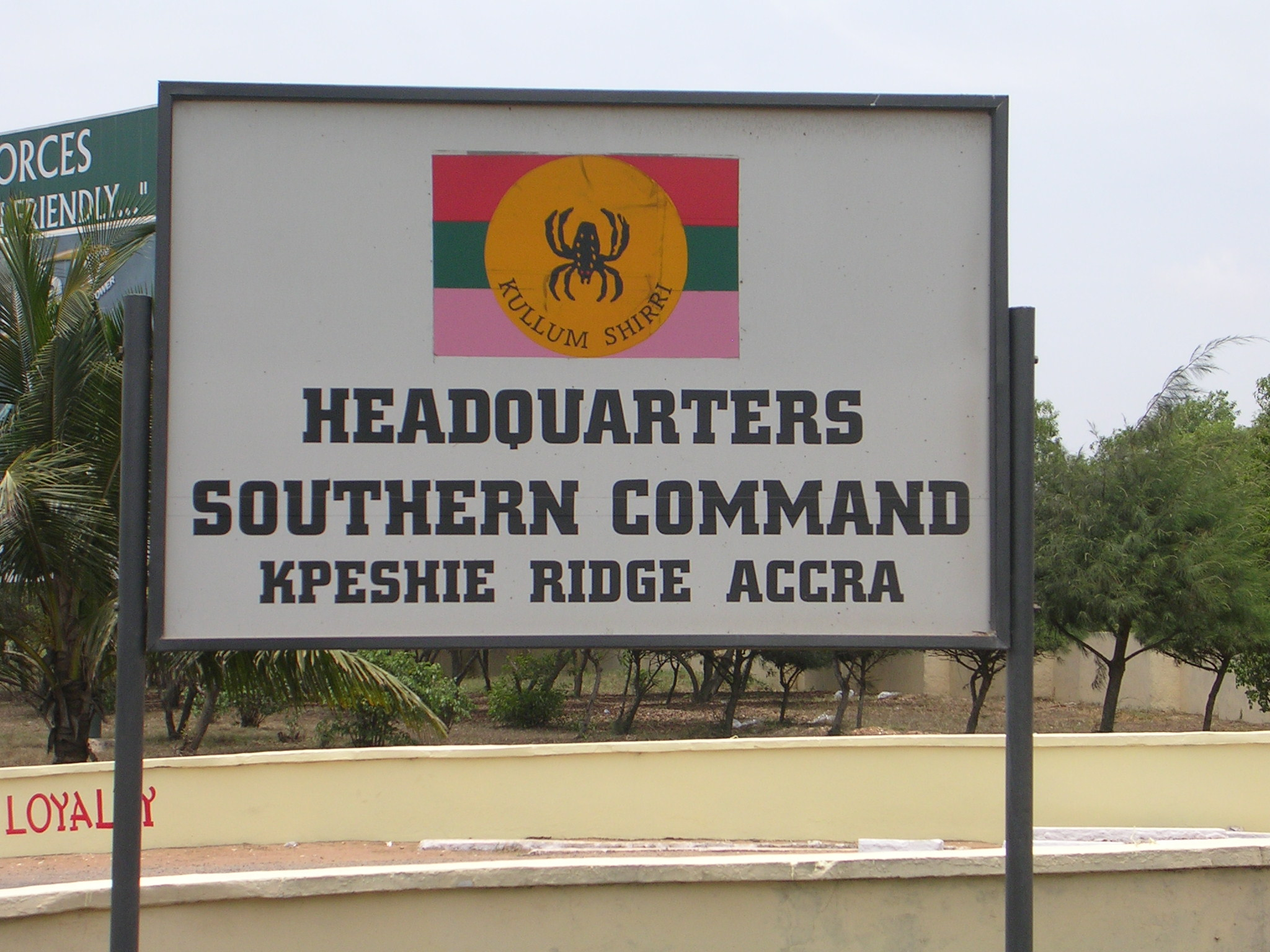
Un letrero del gobierno en inglés en Acra.

Ghana es un país multilingüe en el que se hablan unos ochenta idiomas. De estos, el idioma inglés, heredado de la época colonial, es el idioma oficial y la lengua franca. De los idiomas autóctonos de Ghana, el idioma akan es el más hablado.
Ghana tiene más de setenta grupos étnicos, cada uno con su propio idioma. Los idiomas que pertenecen al mismo grupo étnico suelen ser mutuamente inteligibles. Los idiomas dagbanli y mampelle de la Región Norte, por ejemplo, son mutuamente inteligibles con los idiomas frafra y waali de la Región Alta Occidental de Ghana. Estos cuatro idiomas pertenecen a la etnia Mole-Dagbani.
Once idiomas tienen el estatus de idiomas patrocinados por el gobierno: tres lenguas akánicas (akuapem twi, asante twi y fante) y dos idiomas étnicos Mole-Dagbani (dagaare y dagbanli). Los otros son ewé adangme, ga, nzema, gonja y kasem.
En abril de 2019, el francés está en proceso de convertirse en una de las lenguas oficiales de Ghana debido a que el país está rodeado de países francófonos (Burkina Faso, Costa de Marfil y Togo) y la mitad de sus regiones son francófonas.

## Idiomas patrocinados por el gobierno

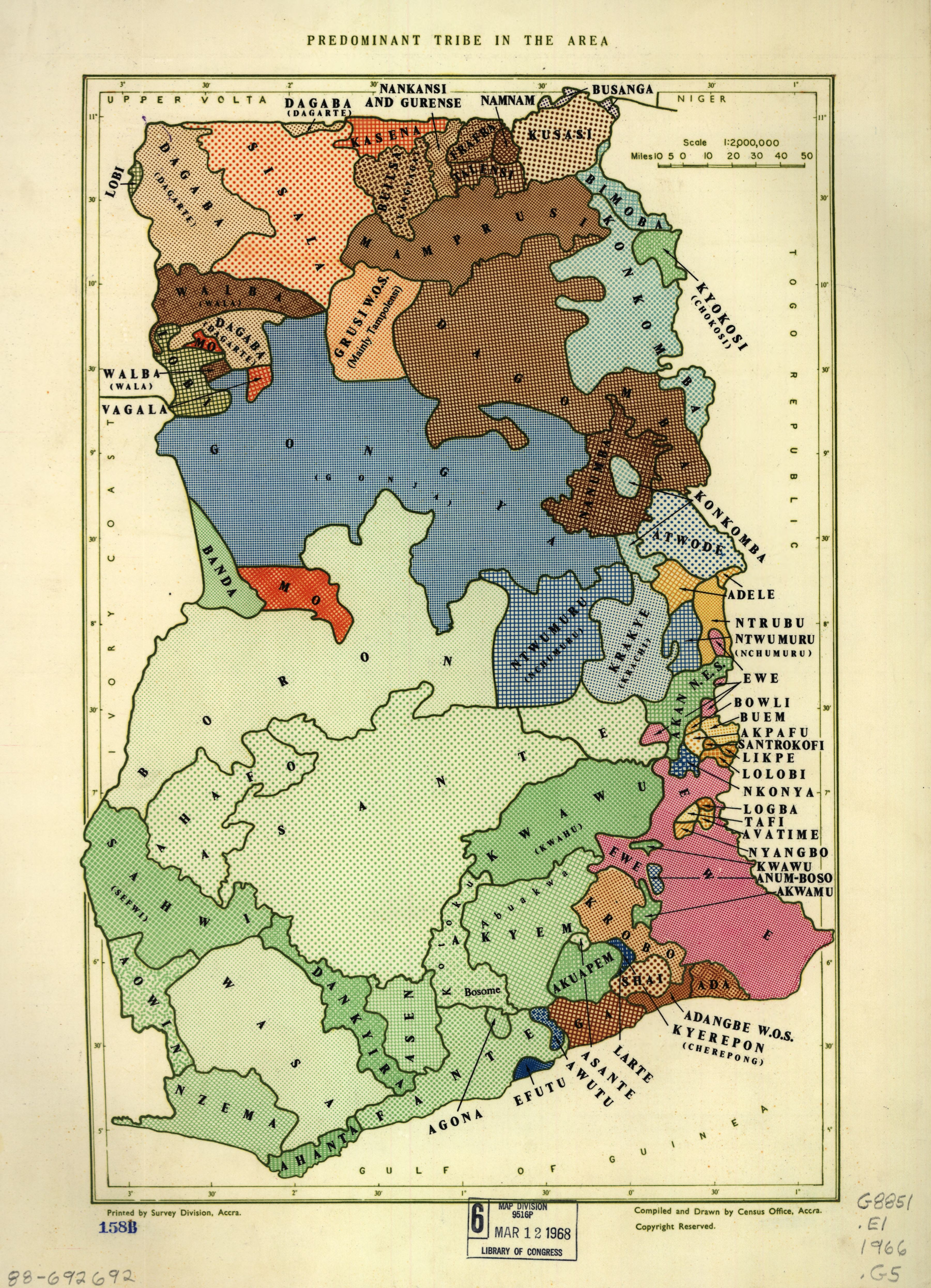
Un mapa de las áreas etnolingüísticas de Ghana.

El número de idiomas patrocinados por el gobierno es once o nueve, dependiendo de si akuapem twi, asante twi y fante se consideran un solo idioma o no. Cuentan con el apoyo de la Oficina de Idiomas de Ghana, que se estableció en 1951 y publica materiales en los idiomas; durante los períodos en que se utilizaban las lenguas ghanesas en la educación primaria, estas eran las lenguas que se utilizaban. Todas estas lenguas pertenecen a la familia de lenguas nigerocongolesas, aunque a varias ramas diferentes.

### Akan (Fante, Asante Twi y Akuapem Twi)
Akan, parte de las lenguas kwa de la familia Níger-Congo, es un dialecto continuo, pero, con respecto al estatus oficial, solo se reconocen tres de las muchas variedades de Akan: Fante, Asante Twi, Akuapem Twi. En conjunto, el akan es el idioma más hablado en Ghana.

### Kposo
El idioma Kposo, o Ikposo (Ikpɔsɔ), es el idioma del pueblo Kposo, principalmente en la región del Altiplano de Togo, al oeste de Atakpamé, pero también principalmente en el este de Ghana. Se considera una de las lenguas de las montañas de Ghana y Togo. Es la lengua indígena de los habitantes de Akposokubi, Akposo Kabo y Akposo Oklabe.

### Ewé
Ewé es una lengua gbe, parte de la rama Volta-Niger de la familia Niger-Congo. Ewé se habla en Ghana, Togo y Benín con un rastro del idioma en el oeste de Nigeria. De los muchos dialectos de ewé que se hablan en Ghana, los principales son anlo, tongu, vedome, gbi y krepi.

### Dagbani
Dagbani es una de las lenguas gur. Pertenece al grupo étnico Mole-Dagbani que se encuentra en Ghana y Burkina Faso. Lo habla Dagombas en la región norte de Ghana.

### Dangme
Dangme es una de las lenguas gã-dangme dentro de la rama kwa. Se habla en el Gran Acra, en el sureste de Ghana y Togo.

### Dagaare
Dagaare es otro de los idiomas gur. Se habla en la región del Alto Oeste de Ghana. También se habla en Burkina Faso.

### Ga
Ga es el otro idioma Ga-Dangme dentro de la rama kwa. Se habla en el sureste de Ghana, en la capital Acra y sus alrededores.

### Nzema
Nzema es una de las lenguas Bia, estrechamente relacionada con Akan. Lo habla el pueblo Nzema en la región occidental de Ghana. También se habla en Costa de Marfil.

### Kasem
Kasem es una lengua gurunsi, en la rama gur. Se habla en la región superior oriental de Ghana. También se habla en Burkina Faso.

### Gonja
Gonja es una de las lenguas guang, parte de las lenguas potou-tano dentro de la rama kwa junto con akan y bia. Se habla en la región norte de Ghana.

## Clasificación de idiomas
Los idiomas de Ghana pertenecen a las siguientes ramas dentro de la familia lingüística nigerocongolesa:
- Lenguas kwa (Akan, Bia, Guang en Tano; Ga y Adangme)
- Lenguas gbe (Ewé)
- Lenguas gur (Gurunsi, Dagbani, Mossi, Dagaare y Frafra en Oti-Volta)
- Lenguas senufo (Nafaanra)
- Lenguas kulango
- Lenguas mandé (Wangara, Ligbi)

Ahanta es una de las lenguas bia, estrechamente relacionada con (nzema) akan. Lo habla la gente de Ahanta en la región occidental de Ghana. Las clasificaciones más antiguas pueden agruparlos en kwa, gur y mandé. 